# Maurice Piat
Maurice Piat (n. Moka, Isla de Mauricio, Mauricio, 19 de julio de 1941) es obispo católico, profesor y teólogo mauriciano.

## Biografía
Nacido en una localidad de la Isla de Mauricio, el día 19 de julio de 1941.
Desciende de una familia de colonos franco-mauriciano que se instalaron en la isla hace ya dos siglos.
Su padre es Maurice Piat y su madre Alice Koenig.
Cursó primaria en el Colegio Espíritu Santo de Quatre Bornes.
Al descubrir su vocación religiosa, hizo su noviciado en la Congregación del Espíritu Santo "más conocidos como los Espiritanos" (C.S.Sp.) de Irlanda, con los que tomó sus votos monásticos en 1962.
Continuó con sus estudios en Dublín y se trasladó a Italia para asistir al Seminario Francés de Roma.
Fue ordenado sacerdote el 2 de agosto de 1970 por el cardenal mauriciano "monseñor" Jean Margéot(†) y dos años más tarde se licenció en Teología por la Pontificia Universidad Gregoriana.
Luego fue hacia París para asistir a unos cursos.
Cuando regresó a su país comenzó a ejercer de responsable del seminario diocesano y de profesor en el mismo colegio al que fue de niño y en una universidad de la zona.
A continuación, en 1979 fue elegido vicario de San Francisco de Asís en el Distrito de Pamplemousses y al mismo tiempo fue Párroco del Inmaculado Corazón de María en el Distrito de Rivière du Rempart.
Cabe destacar que fue uno de los máximos colaboradores durante el viaje apostólico de Juan Pablo II a Mauricio en el año 1989.

### Obispo
El 21 de enero de 1991 fue nombrado obispo coadjutor de la Diócesis de Port Louis por el papa Juan Pablo II.
Recibió la consagración episcopal el 19 de mayo de ese mismo año, a manos del cardenal Jean Margéot, quien estuvo acompañado por el obispo de Saint-Denis de la Réunion, Gilbert Aubry, y por el arzobispo de Bangalore, Alphonsus Mathias.
Ya desde el día 15 de febrero de 1993 es el nuevo Obispo de Puerto Louis. Desde que pasó a ocupar este cargo, su principal preocupación han sido los pobres.
Al mismo tiempo entre 1996 y 2002, presidió la Conferencia Episcopal del Océano Índico (CEDOI), siendo reelegido para otro mandato entre 2013 y 2016.
En 2009 fue designado por el papa Benedicto XVI como miembro participante de la II Asamblea Especial para África del Sínodo de los obispos, que tuvo lugar entre los días 4 y 25 de octubre en la Ciudad del Vaticano.

### Cardenal
Fue creado cardenal por el papa Francisco en el consistorio celebrado el 19 de noviembre de 2006, asignándole el título de Santa Teresa en Corso d'Italia.
El 23 de diciembre de 2017 fue nombrado miembro del Dicasterio para el Servicio del Desarrollo Humano Integral.
El 19 de mayo de 2023 fue aceptada su renuncia al gobierno pastoral de la Diócesis de Port-Louis por límite de edad.